# فرانچسکو بولزونی
فرانچسکو بولزونی (انگلیسی: Francesco Bolzoni؛ زادهٔ ۷ مهٔ ۱۹۸۹) بازیکن فوتبال اهل ایتالیا است.
از باشگاه‌هایی که در آن بازی کرده‌است می‌توان به باشگاه فوتبال اینتر میلان، باشگاه فوتبال اسپتزیا، باشگاه فوتبال فروزینونه، باشگاه فوتبال روبور سیه‌نا، باشگاه فوتبال جنوآ، باشگاه فوتبال نووارا، و باشگاه فوتبال پالرمو اشاره کرد.
وی همچنین در تیم‌های ملی فوتبال زیر ۱۷ سال ایتالیا، زیر ۲۰ سال ایتالیا، و زیر ۲۱ سال ایتالیا بازی کرده‌است.